# Communauté de communes du canton de Pontailler
La communauté de communes du canton de Pontailler était une communauté de communes française, située dans le département de la Côte-d'Or et la région Bourgogne-Franche-Comté.

## Histoire
La création au 1er janvier 2003 de la communauté de communes avait entraîné la suppression des syndicats existants (un SIVOM et un SICEV). Elle a été dissoute le 31 décembre 2016 pour fusionner avec la communauté de communes Auxonne - Val de Saône et former la communauté de communes Auxonne Pontailler Val de Saône.

## Composition
| Nom                          | Code Insee | Gentilé       | Superficie (km2) | Population (dernière pop. légale) | Densité (hab./km2) |
| ---------------------------- | ---------- | ------------- | ---------------- | --------------------------------- | ------------------ |
| Pontailler-sur-Saône (siège) | 21496      | Pontiliaciens | 13,17            | 1 271 (2014)                      | 97                 |
| Binges                       | 21076      | Bingeois      | 17,66            | 721 (2014)                        | 41                 |
| Cirey-lès-Pontailler         | 21175      | Cirésiens     | 8,79             | 173 (2014)                        | 20                 |
| Cléry                        | 21180      | Clarollains   | 3,37             | 134 (2014)                        | 40                 |
| Drambon                      | 21233      | Drambonais    | 4,77             | 167 (2014)                        | 35                 |
| Étevaux                      | 21256      | Estivaliens   | 8,67             | 315 (2014)                        | 36                 |
| Heuilley-sur-Saône           | 21316      | Gaillats      | 9,78             | 331 (2014)                        | 34                 |
| Lamarche-sur-Saône           | 21337      | Lamarchois    | 33,96            | 1 314 (2014)                      | 39                 |
| Marandeuil                   | 21376      |               | 4,55             | 120 (2014)                        | 26                 |
| Maxilly-sur-Saône            | 21398      |               | 7,87             | 348 (2014)                        | 44                 |
| Montmançon                   | 21437      |               | 8,99             | 240 (2014)                        | 27                 |
| Perrigny-sur-l'Ognon         | 21482      | Patriniaciens | 18,92            | 686 (2014)                        | 36                 |
| Saint-Léger-Triey            | 21556      | Léodégardiens | 10,46            | 259 (2014)                        | 25                 |
| Saint-Sauveur                | 21571      |               | 9,38             | 254 (2014)                        | 27                 |
| Soissons-sur-Nacey           | 21610      |               | 7,72             | 363 (2014)                        | 47                 |
| Talmay                       | 21618      | Talamarois    | 22,04            | 567 (2014)                        | 26                 |
| Tellecey                     | 21624      | Talliciens    | 5,07             | 148 (2014)                        | 29                 |
| Vielverge                    | 21680      | Vielvergeois  | 14,78            | 482 (2014)                        | 33                 |
| Vonges                       | 21713      | Vongiens      | 4,56             | 362 (2014)                        | 79                 |